# Palisade Nunatak
Palisade Nunatak är en nunatak i Antarktis. Den ligger i Västantarktis. Argentina, Chile och Storbritannien gör anspråk på området. Toppen på Palisade Nunatak är 180 meter över havet.
Terrängen runt Palisade Nunatak är kuperad åt nordväst, men åt sydost är den platt. Trakten är obefolkad. Det finns inga samhällen i närheten.